# Studio Colorido
Studio Colorido Co., Ltd. (Japans: 株式会社スタジオコロリド, Hepburn: Kabushiki-gaisha Sutajio Kororido) is een Japanse animatiestudio voor anime en dochteronderneming van Twin Engine.

## Geschiedenis
Het bedrijf werd in 2011 opgericht door producer Hideo Uda. De studio volgt het principe van "een plek creëren waar mensen die betrokken zijn bij anime vreedzaam kunnen blijven werken en kunnen bijdragen aan de verdere ontwikkeling van de Japanse animatiecultuur". De "Colorido" in de naam van de studio vertaalt naar "rijk aan kleur" of "kleurrijk" in het Portugees of Spaans.
Jaren later ging het bedrijf een zakelijk partnerschap aan met het bedrijf Twin Engine en werd een dochteronderneming in het netwerk, waarbij Kōji Yamamoto, CEO van Twin Engine, co-CEO werd.

## Werken

### Films
| Jaar | Titel               |
| ---- | ------------------- |
| 2013 | Shashinkan          |
| 2013 | Hinata no Aoshigure |
| 2015 | Typhoon Noruda      |
| 2018 | Penguin Highway     |
| 2020 | A Whisker Away      |
| 2020 | Burn the Witch      |
| 2022 | Drifting Home       |

### Korte films
| Jaar | Titel            |
| ---- | ---------------- |
| 2013 | Wonder Garden    |
| 2014 | Paulette's Chair |

### Original net animation
| Jaar    | Titel                   | Opmerkingen                             |
| ------- | ----------------------- | --------------------------------------- |
| 2014-20 | Fastening Days          |                                         |
| 2015    | Bubu & Bulbina          |                                         |
| 2020    | Pokémon: Twilight Wings | Aflevering, 1 en 3-8                    |
| 2021    | Pokétoon                | A Budding Dream en Wait Here, Magikarp! |
| 2021    | Star Wars: Visions      | Aflevering 2: Tatooine Rhapsody         |